# Входоиерусалимская церковь (Тотьма)
Церковь Входа Господня в Иерусалим, или Входоиерусалимская церковь (Входо-Иерусалимская церковь), — каменная двухэтажная церковь конца XVIII века в северо-западной части города Тотьмы Вологодской области. В настоящее время не действует; после реставрации на 1-м этаже расположен Музей мореходов.

## История
Церковь Входа Господня в Иерусалим в Тотьме была возведена к 1791 году (по иным данным — к 1794 году) на средства купцов Григория и Петра Пановых, которые занимались торговлей с Российско-американской компанией. Разрешение на строительство каменного храма с тёплой церковью, наречённой в честь праздника Входа Господня в Иерусалим, внизу и холодной Святителя Николая Чудотворца в верхнем этаже было дано в 1774 году на месте сгоревшего годом ранее на этом месте деревянного храма. Совместно с расположившейся поблизости церковью Иоанна Предтечи церковь Входа Господня в Иерусалим составила комплекс Предтеченского прихода.
В 1843 году во время городского пожара серьёзно обгорели крыша и купол храма, одна глава, колокольня, вход в верхнюю церковь и паперть; внутреннее убранство удалось спасти. После пожара вход в верхнюю церковь был переделан.

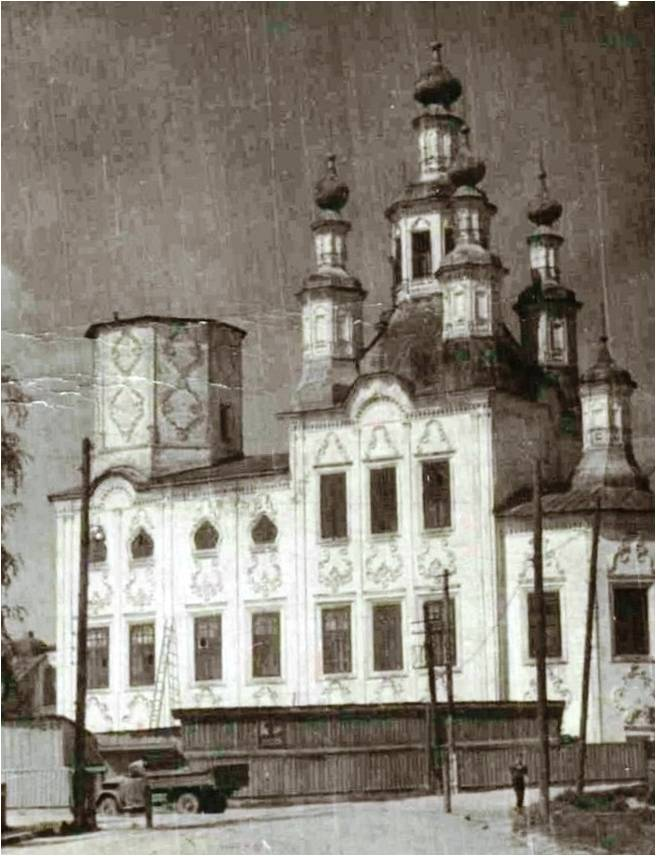
Здание церкви в 1960-е годы

В 1930-е годы в ходе антирелигиозной пропаганды в СССР церковь была закрыта, колокольня наполовину уничтожена, а здание приспособлено под винный завод. После проведённых в 70-х годах работ по изучению состояния историко-архитектурного наследия города Входоиерусалимская церковь была взята под государственную охрану.
Согласно Указу Президента Российской Федерации № 176 от 20 февраля 1995 года Входоиерусалимская церковь в Тотьме была признана объектом культурного наследия федерального значения.
По окончании реставрационных работ 1996 года в год 300-летия российского флота на 1-м этаже здания церкви была открыта экспозиция Музея мореходов Тотемского музейного объединения. Кроме того, был открыт доступ посетителей на колокольню, а на 2-м этаже стали проводиться выставки, посвящённые истории православия и морских путешествий тотемских купцов.

## Архитектура
Входоиерусалимская церковь выполнена в стиле так называемого «тотемского барокко», разновидности классического северного барокко, своеобразной визитной карточкой которого являются изысканные орнаменты, украшающие фасады, — картуши.